# 鈴木祐輔 (教員)
鈴木 祐輔（すずき ゆうすけ、1978年9月3日 - ）は、日本の中学校教員(体育教師)、元ライフセービング日本代表。TBS『SASUKE』の常連選手。厚木市立厚木中学校、厚木市立藤塚中学校を経て、平塚市立中原中学校勤務。

## 来歴
東京都東村山市生まれ。剣道一族の家族の影響で幼稚園に入る前から剣道を始める。小学校では野球、サッカー、水泳と掛け持ちでスポーツを行い、中学校では学校に水泳部が無かったため陸上部に所属し、400mで都大会出場の経験を持つ。
自身が中学2年時に岩崎恭子がバルセロナオリンピック（平泳ぎ200m）での金メダル獲得に影響され、高校で水泳を再開。水泳部に加えて剣道部と野外研究部に所属していた。また、高校時代の理科の授業の教員が米村でんじろうだった。
大学では東海大学体育学部に進学し、卒業。体育の教員免許を取得。ただ鈴木自身は教員を全く目指しておらず、大学4年次の就職活動ではスポーツクラブやユニクロを受け、ユニクロで最終面接まで行ったが落選。卒業後は、大学で非常勤講師を務めたのち、大学時代の交際相手が高校教員を目指す道半ばで家庭の事情で地元に帰るために、教員への道を鈴木に譲ったことを機に教員の道を歩み始めた。
『SASUKE』はライフセービング日本代表の大学の先輩が出場したのを観て知ったが、出場したいとは思っていなかった。それから長年の時を経て、非常勤講師で勤めた高校を退職。清水国明のアウトドア施設に参加し、そこで動画を撮影して番組に応募したところ通過を果たし、2005年の第16回大会に「アウトドアインストラクター」の肩書きで出場。1st STAGEのそり立つ壁まで到達した。2016年の第32回で初めて1stをクリアし、3rd STAGEまで進出。現時点で13回出場のうち4回3rdまで進出。

## 人物
身長172cm 体重62kg。握力は59.6kg。
ライフセービングで海境を渡るプロジェクトを行い、対馬から韓国の釜山広域市までを泳いで渡った経験がある。

## SASUKEでの戦歴

### 大会ごとの戦歴

#### 第16回大会～第30回大会
第16回に「アウトドアインストラクター」の肩書きで初出場。1stステージのそり立つ壁でタイムアップ（ゼッケン75、全カット）。
第28回に体育教師として7年ぶりに出場。スタート台には自身が受け持つ学級の生徒が応援に駆け付けていた。1stのスピンブリッジでバランスを崩し、対岸にしがみついて踏ん張るも力尽きてリタイア（ゼッケン24）。
第29回は予選会に参加するも、出場権を獲得することはできなかった。
第30回では1stの2連そり立つ壁で1つ目を登るも、2つ目の壁を上り切れずタイムアップ。（ゼッケン2943）。
第31回では1stのオルゴールでリタイア（ゼッケン65、全カット）。

#### 第32回大会～第35回大会
第32回では過去挑戦した4大会で全て1stリタイアの結果を受け「5回挑戦してダメだったなら、自分の力を素直に受け入れた方が良いのかもしれない」と、リタイアすれば引退を示唆する発言もあった中での挑戦となった。1stのダブルペンダラムを始めとした初挑戦エリアを越え、2.12秒残しで初の1stクリア。2ndステージでは水中エリアのバックストリームをものともせず攻略し、9.59秒残しでクリア。3rdステージでは新第1エリア、ドラムホッパー改で何度も肩が抜け落水寸前の体勢になるも、その都度体勢を立て直す粘りを見せ辛くも同エリアを攻略。しかしながら、第2エリアのフライングバーでリタイア（ゼッケン66）。
第33回は前回クリアした1stのダブルペンダラムで、マイナーチェンジによりトランポリンからバーへの距離が広がり、ジャンプしたもののバーを掴めず落水（ゼッケン93、ダイジェスト）。
第34回は1st・2ndをクリアし2大会ぶりに3rdへ進出。3rdでは初体験のサイドワインダー改の1→2本目への飛び移りで衝撃に耐えきれずリタイア（ゼッケン84）。
第35回は、1stで2大会続けてクリアしていたフィッシュボーンで入るタイミングを誤りリタイア（ゼッケン94）。

#### 第36回大会～第38回大会
第36回は1stで警告音が鳴る中でそり立つ壁の頂上に手を掛け、最後はボタンにダイブするもあと1秒間に合わずタイムアップ（ゼッケン82、ダイジェスト及びParaviオリジナル版）。
第37回は中学校を異動してから初めての出場。1stを4.94秒残してクリアするも、2ndではリタイアの無かったスパイダーウォークで突如足を滑らせ背中から豪快に落水し初の2ndリタイアとなった（ゼッケン75）。なお、今大会はゼッケン74番に過去の教え子が出場していた。
第38回は新型コロナウイルス感染拡大により生徒が会場へ応援に来れないため、鈴木に内緒でビデオレターを作成。スタート前のタイミングで視聴し1stクリアを目標としたが、そり立つ壁で1度失敗。タイムアップの音が鳴ったタイミングで頂上に登り詰め、悔しさのあまり頂上を手で叩きつけた（ゼッケン37、ダイジェスト及びParaviオリジナル版）。

#### 第39回大会～第42回大会
第39回では生徒の保護者お手製のユニフォームを着用し、大会前には自身が担任を務めるクラスで激励会が行われた。1stではそり立つ壁で1度失敗するも2度目で成功し、2.99秒残しで2大会ぶりにクリア。2ndでは前々回阻まれたスパイダーウォークにリベンジ。後半のエリアで追い上げを見せ4.96秒残しで第27回で樹立された、通称「孤高の天才スプリンター」奥山義行の41歳を超える、2ndクリア最年長記録(43歳)を樹立した。また、40代の2ndクリア者は奥山義行、漆原裕治、日置将士に続く4人目である。4年半ぶりに進出した3rdではマイナーチェンジが施されたサイドワインダーの2→3本目のポールの飛び移りに失敗しリタイア（ゼッケン77）。
第40回記念大会は前回同様保護者お手製のユニフォームを着て登場。大会前に母親が他界。44歳で1stステージをクリアし、自身初の大会連続1stクリアを成し遂げた。2ndではバックストリームを最速クラスで攻略。その後は残り8秒で最終エリアのウォールリフティングに突入し、0.38秒を残して自身4度目の2ndステージクリア。また、自身の持つ2ndステージ最年長クリア記録を漆原裕治とともに塗り替えた。3rdステージでは過去3度挑戦し、2度リタイアしていたサイドワインダーでまたもリタイア（ゼッケン3977、全ステージダイジェスト）。
第41回大会では1stステージ・ドラゴングライダーのトランポリンで踏み外し気味になり体勢が崩れ、2本目のバーを掴みきれず着地寸前で落水（ゼッケン78、ダイジェスト）。
第42回大会ではドラゴングライダーに雪辱を果たし6秒60残しで2大会ぶりの1stクリア。2ndではサーモンラダー上りの掛け違いやリバースコンベアーでのタイムロスが響き、ウォールリフティング2枚目を越えたところでタイムアップ（ゼッケン54、ダイジェスト）。

### 大会別成績
| 大会       | ゼッケン | STAGE | 記録                 | 備考                       |
| ---------- | -------- | ----- | -------------------- | -------------------------- |
| 第16回大会 | 75       | 1st   | そり立つ壁           | タイムアップ               |
| 第28回大会 | 24       | 1st   | スピンブリッジ       | 対岸で落下                 |
| 第30回大会 | 2943     | 1st   | 2連そり立つ壁        | 2つ目の壁、タイムアップ    |
| 第31回大会 | 65       | 1st   | オルゴール           | 全カット                   |
| 第32回大会 | 66       | 3rd   | フライングバー       | 1→2皿目                    |
| 第33回大会 | 93       | 1st   | ダブルペンダラム     | バーへの掴み失敗           |
| 第34回大会 | 84       | 3rd   | サイドワインダー改   | 1→2本目                    |
| 第35回大会 | 94       | 1st   | フィッシュボーン     | 1→2本目                    |
| 第36回大会 | 82       | 1st   | そり立つ壁           | ボタン前でタイムアップ     |
| 第37回大会 | 75       | 2nd   | スパイダーウォーク   | 移動中に足を滑らせ落下     |
| 第38回大会 | 37       | 1st   | そり立つ壁           | クリアと同時にタイムアップ |
| 第39回大会 | 77       | 3rd   | サイドワインダー     | 2→3本目                    |
| 第40回大会 | 3977     | 3rd   | サイドワインダー     | 1→2本目                    |
| 第41回大会 | 78       | 1st   | ドラゴングライダー   | 着地失敗                   |
| 第42回大会 | 54       | 2nd   | ウォールリフティング | 3枚目、タイムアップ        |

### 通算成績
| 出場数 | 2nd進出 | 3rd進出 | FINAL進出 | 最優秀成績 |
| ------ | ------- | ------- | --------- | ---------- |
| 14回   | 6回     | 4回     | 0回       | 0回        |

- 2023年 第41回大会終了時点

## 本大会以外での出来事
2022年8月8～14日、東京都・丸の内で開催された「丸の内スポーツフェス」のSASUKE体験会に参加。開催期間のうち、全日程に参加したのは鈴木のみである。
同年7月30日、神奈川県相模原市のさがみ湖リゾートプレジャーフォレストにオープンした『SASUKEキッズアドベンチャー』のオープニングイベントに山田勝己・又地諒・錦鯉と共に出演。